# Anopheles lutzii
Anopheles lutzii är en tvåvingeart som beskrevs av Cruz 1901. Anopheles lutzii ingår i släktet Anopheles och familjen stickmyggor. Inga underarter finns listade i Catalogue of Life.